# Richard Wetz
Richard Wetz (26. februar 1875 i Gliwice/Gleiwitz i Schlesien – 16. januar 1935 i Erfurt) var en tysk komponist, dirigent, musikpædagog og forfatter til skrifter om musik. Hans kompositoriske værk hører til den tyske senromantik.
Wetz studerede i Leipzig og virkede som teaterkapelmester og koncert- og kordirigent i Erfurt og fra 1916 som lærer ved musikskolen i Weimar og leder af et madrigalkor; hans af Liszt og Bruckner påvirkede værker omfatter 3 symfonier, et par operaer, korværker, nogle strygekvartettet, talrige sange og klaverstykker. I sit hjemland omtales Wetz – navnlig i den seneste tid (beg. 1900-tallet) – som en ejendommelig og betydelig komponist. Han er også forfatter til bøger om Anton Bruckner (1922) og Liszt (1925)